# Geranium venturianum
Geranium venturianum är en näveväxtart som beskrevs av Reinhard Gustav Paul Knuth. Geranium venturianum ingår i släktet nävor, och familjen näveväxter. Inga underarter finns listade i Catalogue of Life.